# Frida Johansson (rösträttsaktivist)
Frida Fredricsson, tidigare Johansson, född 9 januari 1880 i Örebro församling, Örebro län, död 31 mars 1916 i Värnamo församling, Jönköpings län, var en svensk rösträttsaktivist. 
Hon var verksam i kampanjen för införandet av kvinnlig rösträtt i Sverige, och ordförande för Föreningen för kvinnans politiska rösträtt i Borlänge–Stora Tuna 1911–1913. 